# Heckenast Mihály
Heckenast Mihály (Michael Heckenast, Sopron, 1774. június 14. – Pest, 1849. június 19.) evangélikus lelkész, Heckenast Gusztáv nyomdász, könyvkereskedő apja.

## Élete
Magyarországon tanult, majd 1796 őszétől a jenai egyetemre járt. Miután hazatért, Sopronban tanított, 1803 elején Kassára hivatott meg lelkésznek; az 1840-es években nyugalomba vonult és fiánál, Heckenast Gusztáv könyvkereskedőnél élt Pesten. Halálát epekór okozta 76 éves korában.

## Munkái
- Leichenrede am Sarge der... Edlen Frau Anna Rosina Pulszky v. Csehfalva verwittibten Frauen Ujházy von Budamér den 25. Sept. 1803. Kaschau.
- Vitzay's Todesfeier. Eine Trauerrede, gehalten bei Gelegenheit der feierlichen Beerdigung des verewigten Greises... den 18. April 1810. Kaschau. (Ism. Annalen der Literatur. Wien, 1811. I. 291.)
- Die Leidensgeschichte Jesu mit Chor-Gesängen und Liederversen, sowie am Charfreitage bei der evang. deutschen Gemeinde in Kaschau vor dem Altare vorgelesen zu werden pflegt... Kaschau, 1812.
- Zwei Gelegenheit predigten: zur Abschieds- und Einweihungsfeier... Kaschau, 1816.
- Leichen- und Gedächtniss-Reden bei Gelegenheit der... Beerdigung des... Herrn Sámuel von Sonntag zu Eperjes am 9. Juli 1822. Kaschau.
- Augsburgisches Glaubensbekenntniss nach seinem wesentlichen Inhalte, zum Gebrauche und Beherzigung für unsere evang. Christen. Zunächst bei Gelegenheit des jetzigen dritten Säcular-Festes der Uebergabe eben diesel Bekenntnisses auf dem Reichstage zu Augsburg im J. 1530 den 25. Jun. Kaschau, 1830.
- Kanzelrede am dritten Säcular-Jubelfeste der Uebergabe unseres evangelischen Glaubensbekenntnisses auf dem Reichstage zu Augsburg den 25. Juni 1830. Nebs der damit in Verbindung gebrachten feierlichen und öffentlichen Confirmationshandlung. Gehalten am Feste Petri und Pauli den 29. Juni 1830. und zum Andenken seine Gemeindeglieder und Confirmanden bestimmt. Kaschau. 1830.
- An Vater Franzens Urne. Eine Trauer-Rede bei Gelegenheit der Todes- und Gedächtnissfeier unsers verewigten Monarchen Franz I. Kaschau, 1835.
- «Jesus, der zu Betlehem Geborne, ein Trost und Retter der Armen.» Eine Festpredigt, gehalten am ersten Weihnachtsfeiertage in der ev. Kirche zu Kaschau in Ober-Ungarn. Mit Bezug auf die eröffnende Armen und Arbeitanstalt. Kaschau, 1839.